# Nucleòsid
Un nucleòsid és una molècula que es forma a partir de la unió covalent d’una base nitrogenada i d’un sucre mitjançant un enllaç de tipus N-glicosídic.
Les bases nitrogenades poden ser de dos tipus:
- púriques: deriven d’una molècula de purina. En són 2: adenina i guanina.
- pirimidíniques: deriven d’una molècula de pirimidina. En són 3: citosina, uracil i timina.

El sucre que forma el nucleòsid és una pentosa, és a dir, un monosacàrid format per una cadena de 5 àtoms de carboni que té funció estructural. En aquest cas concretament, la pentosa forma part del grup de les aldopentoses perquè conté un grup aldehid (R-CHO amb un doble enllaç C=O) quan es troba en forma oberta no ciclada.
Segons la pentosa que continguin, els nucleòsids poden ser de dos tipus:
- Ribonucleòsids: si contenen la D-ribosa. Formen part del RNA i en són 4: adenosina, guanosina, citidina i uridina.
- Desoxiribonucleòsids: si contenen la 2-desoxi-D-ribosa. Formen part del DNA i també en són 4: desoxiadenosina, desoxiaguanosina, desoxicitidina i timidina.[1]

L'enllaç de tipus N-glicosídic es forma a través de la unió covalent del carboni 1 de la pentosa amb:
- El nitrogen 9 en el cas de que la base sigui purínica.

- El nitrogen 1 en el cas de que la base sigui pirimidínica.

Durant aquest procés es perd una molècula d’aigua. La base descansa per sobre del pla del sucre quan es representa la projecció de Haworth en forma ciclada, de manera que l'enllaç és de tipus β-N1.
Els nucleòsids es poden combinar amb un, dos o tres grups fosfat (PO-3₄) provinents de l'àcid fosfòric (H₃PO₄) per mitjà de determinades quinases de la cèl·lula, de manera que la molècula resultant d’aquesta unió seran els nucleòtids, els quals són els components moleculars bàsics de les molècules de DNA i del RNA.

## Bases púriques
Les principals bases nitrogenades puríniques són l’adenina i la guanina. Altres formes menys comuns són la xantina, la hipoxantina i la 7-metil-guanina, una guanina modificada amb un grup metil (–CH₃) en posició 7. Aquest bases nitrogenades estan formades per un anell doble de 9 àtoms de carboni. Són molècules molt hidrofòbiques i adopten una conformació espacial tridimensional plana amb un nivell d'empaquetament elevat, propietats que provoquen el fet que la molècula de DNA de doble cadena tingui molta estabilitat.
En el DNA, l’adenina s’emparella sempre amb la timina, mentre que en el RNA ho fa amb l’uracil. Pot formar dos nucleòsids: adenosina (RNA) i desoxiadenosina (DNA). També pot formar dos nucleòtids: adenilat (AMP) i desoxiadenilat (dAMP). La seva formula molecular és C₅H₅N₅ i el nom que rep de la IUPAC és 6-aminopurina, perquè conté un grup amino (-NH₂) en posició 6. 
La guanina en el DNA sempre s’emparella amb la citosina mitjançant 3 ponts d’hidrogen. Forma dos nucleòsids: guanosina (RNA) i desoxiguanosina (DNA). També forma els nucleòtids guanilat (GMP) i desoxiguanilat (dGMP). La seva formula empírica és C₅H₅N₅O i el nom que rep de la IUPAC és 2-amino-1H-purina-6-(9H)-ona o també 2-amino-6-oxopurina.
Estructuralment, les bases puríniques tenen similituds a nivell molecular, i aquest fet pot provocar que una adenina es pugui transformar en una guanina o viceversa si es produeix una mutació:
- L’adenina té un grup amino (-NH₂) unit al carboni 6 mentre que la guanina té un doble enllaç amb un oxigen (C=O).

- La guanina té un grup amino (-NH₂) al carboni 4 i l’adenina no el té.

## Bases pirimidíniques
Les bases nitrogenades pirimidíniques principals són la citosina, l’uracil i la timina. L’uracil sempre estarà present en la molècula de RNA i la timina en el DNA. Aquest tipus de bases nitrogenades estan formades per un anell simple de 6 àtoms de carboni. Altres formes menys comuns són: 
- 5-metil-citosina: una citosina modificada amb un grup metil (–CH₃) en posició 5. Alguns científics la consideren com una cinquena base perquè és una forma molt abundant.

- 5-hidroximetil-citosina: una citosina modificada amb un grup hidroxil (-OH) unit a un grup metil (–CH₃) en posició 5.

Molecularment, les bases pirimidíniques també s’assemblen molt entre elles. Aquestes diferències permeten entendre com degut a una mutació, un uracil es transformaria en una timina si s’afegís un grup metil (–CH₃) o en una citosina si s’afegís un grup amino (-NH₂). Existeixen agents químics que poden fer que canviïn entre si:
- L’uracil es diferencia de la citosina en que el carboni 4 de l’uracil té un doble enllaç amb un oxigen (C=O) mentre que el de la citosina té un grup amino (-NH₂).

- La timina es diferencia de l’uracil en el fet que la timina en el carboni 5 té un grup metil (–CH₃) i l’uracil té un grup (=CH).

De la mateixa manera que les bases puríniques, la seva hidrofobicitat i la conformació espacial tridimensional plana que presenten, confereixen un nivell d'empaquetament molt gran i fan que el DNA sigui una molècula molt estable.
Per recordar quin tipus de base és cadascuna, es solen fer servir dues regles mnemotècniques senzilles:
- "AiGUA Pura": es fa servir per referir-se a l’adenina (A) i la guanina (G).

- "Pyramids are CUT in stone": es fa servir per referir-se a la citosina (C), a l'uracil (U) i a la timina (T).

La citosina es representa amb una C i en el DNA s’emparella sempre amb una guanina mitjançant 3 ponts d’hidrogen. Forma els nucleòsids citidina (RNA) y desoxicitidina (DNA) i els nucleòtids citidilat (CMP) i desoxicitidilat (dCMP). La seva formula molecular és C₄H₅N₃O i el nom que rep de la IUPAC és 4-amino-2-ona-pirimidina o 6-amino-2(1H)-pirimidinona.
L'uracil és representa amb una U i en es canvia per la timina en RNA. S’emparella amb l’adenina mitjançant dos ponts d’hidrogen però li falta un grup metil (-CH₃). Forma el nucleòsid uridina (RNA) i el nucleòtid uridilat (UMP). La seva formula molecular és C₄H₄N₂O₂ i els noms que rep de la IUPAC són: 2,5-diona-pirimidina, 2-oxi-4-oxi-pirimidina, 2,4(1H,3H)-pirimidindiona, 2,4-dihidroxipirimidina i 2,4-pirimidinediol.
La timina es presenta amb una T i sempre s’emparella amb l’adenina mitjançant dos ponts d’hidrogen. Forma el nucleòsid timidina (DNA) i el nucleòtid timidilat (dTMP). La seva formula molecular és C₅H₆N₂O₂ i els noms que rep de la IUPAC són 5-metiluracil o 2,4-dioxo-pirimidina.

## Sucres
Els sucres que s’uneixen a les bases nitrogenades per formar un nucleòsid són pentoses, és a dir, glícids que molecularment estan constituïts per 5 àtoms de carboni i que en dissolució aquosa formen un anell tancat que tridimenionalment adopta una forma pentagonal o hexagonal a l'espai. En funció del tipus de pentosa, es distingeixen dos tipus de nucleòsids:
- Ribonucleòsids: quan la pentosa és una D-ribosa. Seran nucleòsids que formaran part de la molècula de RNA.

1. Adenosina: adenina + D-ribosa.
2. Guanosina: guanina + D-ribosa.
3. Citidina: citosina + D-ribosa.
4. Uridina: uracil + D-ribosa.

| Nucleòsid | Formula    | Massa molar    | Projecció de Haworth |
| --------- | ---------- | -------------- | -------------------- |
| Adenosina | C10H13N5O4 | 267,2413 g/mol | Adenosina            |
| Guanosina | C10H13N5O5 | 283,24 g/mol   | Guanosina            |
| Citidina  | C9H13N3O5  | 243,2166 g/mol | Citidina             |
| Uridina   | C9H12N2O6  | 244,2014 g/mol | Uridina              |

La ribosa és un monosacàrid, és a dir, un glícid format per només un sucre. Va ser descoberta per primera vegada l’any 1891 per Emil Fischer, un químic alemany que va rebre el Premi Nobel en Química l’any 1902. Està formada per un esquelet de 5 àtoms de carboni i la seva formula molecular és C₅H10O₅. Es caracteritza per tenir tots els grups hidroxils (-OH) a la mateixa banda segons mostra la seva projecció de Fischer en 2D. El nom que rep de la IUPAC és (2s,3r,4s,5r)-5-(hidroximetil)oxolà-2,3,4-triol. Presenta isomeria, de manera que existeixen 2 enantiòmers (molècula que té tots els carbonis quirals invertits): la D-ribosa i la L-ribosa.
La D-ribosa és una aldopentosa, és a dir, una pentosa que en la seva estructura acíclica oberta presenta un grup aldehid (R-CHO amb un doble enllaç C=O). És la més comuna perquè la seva imatge especular levogira (L) no existeix en la natura i només es pot obtenir de manera experimental al laboratori. És un epímer (un diastereoisòmer o isòmer no enantiomèric que només té un carboni quiral diferent respecte al seu enantiomer) de la D-arabinosa, un altre glúcid del qual s’obté la goma aràbiga. 
És soluble en aigua i en solució aquosa es pot ciclar per formar un anell de tipus furà o pirà quan es representa la seva projecció de Haworth en 3D, de manera que es formaran els següents isòmers: 
- α-D-ribofuranosa (7%) i β-D-ribofuranosa (13%) quan l’anell és de tipus furà i adopta una forma pentagonal. La β-D-ribofuranosa forma part de l'estructura de la molècula de RNA.
- α-D-ribopiranosa (20%) i β-D-ribopiranosa (59%) quan l’anell és de tipus pirà i adopta una forma hexagonal.

Que la molècula sigui dextrogira (D) o levogira (L) significa que el carboni quiral es troba a un costat o a l’altre de l'esquelet de carboni principal i això provoca que desviï la llum polaritzada cap a la dreta en el cas de presentar forma D i cap a l'esquerra en el cas de la forma L. La forma α es formarà quan el grup hidroxil (-OH) del carboni quiral (carboni 2) es trobi cap baix i la forma β quan el grup hidroxil (-OH) es trobi cap amunt segons la representació de la projecció de Haworth en 3D.
Es diferencia de la 2-desoxi-D-ribosa en el fet que aquesta última té un àtom d’hidrogen en comptes d’un grup hidroxil (-OH) al carboni 2, i aquest canvi és molt important perquè el grup hidroxil (-OH) té un paper important durant l’splicing del RNA. 
Les formes fosforilades que deriven de la D-ribosa són l’ATP i el NADH, les quals tenen un paper important en el metabolisme. El cAMP (AMP cíclic) i el cGMP (GMP cíclic) que es formen a partir d’ATP i GTP són segons missatgers en algunes vies de senyalització.
La cèl·lula ha de fosforilar la D-ribosa per poder-la utilitzar. L'enzim que catalitza la fosforilació de la D-ribosa fins a obtenir la D-ribosa-5-fosfat és una D-riboquinasa, un enzim important en la via de les pentoses fosfat.
La D-ribosa es fa servir terapèuticament en medicina en el cas de la síndrome de fatiga crònica i en la insuficiència cardíaca congestiva.
- Desoxirribonucleòsids: quan la pentosa és una 2-desoxi-D-ribosa. Seran nucleòsids que formaran part de la molècula de DNA.

1. Desoxiadenosina: adenina + 2-desoxi-D-ribosa.
2. Desoxiguanosina: guanina + 2-desoxi-D-ribosa.
3. Desoxicitidina: citosina + 2-desoxi-D-ribosa.
4. (Desoxi)timidina: timina + 2-desoxi-D-ribosa.

 A la desoxitimidina se la pot anomenar timidina directament perquè pràcticament sempre es troba unida a desoxirribosa, perquè la timina forma part de la molècula de DNA i no del RNA. Contràriament, la desoxiuridina no existeix perquè l’uracil no forma part pràcticament mai del DNA.
| Nucleòsid       | Formula    | Massa molar    | Projecció de Haworth |
| --------------- | ---------- | -------------- | -------------------- |
| Desoxiadenosina | C10H13N5O3 | 251,2419 g/mol | Desoxiadenosina      |
| Desoxiguanosina | C10H13N5O4 | 267,24 g/mol   | Desoxiguanosina      |
| Desoxicitidina  | C9H13N3O4  | 227,2172 g/mol | Desoxicitidina       |
| Timidina        | C10H14N2O5 | 242,2286 g/mol | Timidina             |

La desoxirribosa és també un monosacàrid format per un esquelet amb 5 àtoms de carboni. Va ser descoberta l’any 1929 per Phoebus Levene, un bioquímic americà que es va dedicar a estudiar les funcions i les estructures dels àcids nuclèics. Deriva de la ribosa, concretament de la D-ribosa-5-fosfat, mitjançant un procés de desoxigenació en el qual es perd un àtom d’oxigen en el grup hidroxil (-OH) del carboni 2. Aquesta reacció està catalitzada per l'enzim ribonucleòtid reductasa. Degut a això, la seva formula molecular és C₅H10O₄ amb un àtom d’oxigen menys.
A diferència de la D-ribosa, tots els grups hidroxil (-OH) no es troben a la mateixa banda segons la seva projecció de Fischer en 2D. També presenta isomeria amb 2 enantiòmers: 2-desoxi-D-ribosa i 2-desoxi-L-ribosa. La forma dextrogira (D) és la precursora de la molècula de DNA. També és una aldopentosa degut a la presència d’un grup aldehid (R-CHO amb un doble enllaç C=O) en la seva forma acíclica oberta. Els nom que rep de la IUPAC són: 2-desoxi-D-ribosa, 2-desoxi-D-eritro-pentosa, 2-desoxi-α-D-eritro-pentofuranosa i (2S,4S,5R)-5-(hidroximetil)oxolà-2,4-diol,.
És un sòlid incolor i cristal·lí que es solubilitza en aigua. Igual que la ribosa, també es pot ciclar per formar un anell de tipus furà o pirà, de manera que també presentarà isomeria: α-D-2-desoxi-ribofuranosa i β-D-2-desoxi-ribofuranosa quan l’anell adopta una forma de pentàgon i es de tipus furà; α-D-2-desoxi-ribopiranosa i β-D-2-desoxi-ribopiranosa quan l’anell adopta una forma d’hexagon i els de tipus pirà. La β-D-2-desoxi-ribofuranosa es la que es troba en l'esquelet de la molècula de DNA.

## Usos en medicina i biotecnologia
Actualment, en el camp de la medicina es fan servir fàrmacs derivats de nucleòsids que actuen com anàlegs d'aquests en el tractament de moltes malalties: tumors sòlids, leucèmies i infeccions víriques (hepatitis C, SIDA), etc.

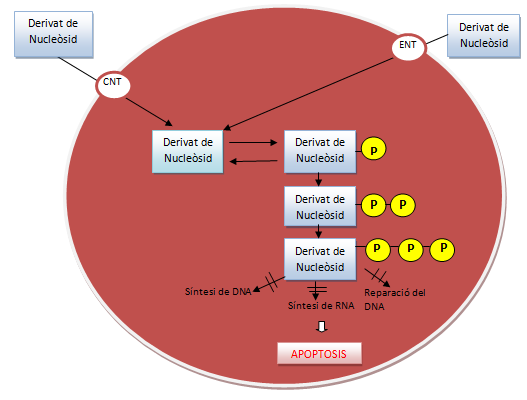
Figura1: Funcionament dels derivats de nucleòsids
CNT: concentratius ENT: equilibratius

L'adenosina és un agonista del seu receptor cel·lular i facilita una gran varietat de respostes fisiològiques: vasodilatació coronària, neuromodulació i agregació plaquetària.
- Funcionament dels anàlegs de nucleòsids:

Els fàrmacs derivats de nucleòsids mantenen la major part de les propietats metabòliques d'aquests, tot i que presenten petits canvis estructurals. Els fàrmacs són introduïts a dins de la cèl·lula mitjançant transportadors. Posteriorment, una sèrie de proteïnes els fosforilen per incorporar 3 grups fosfat (PO-3₄). Després de la unió del fàrmac amb els fosfats, el fàrmac és actiu i realitza la seva funció, de manera que provoca l'apoptosi de la cèl·lula mitjançant diferents mecanismes (Figura 1):
- Inhibint els processos de reparació del DNA.
- Introduint una cadena de DNA o de RNA que s'estigui sintetitzant i provocar el trencament de la cadena.
- Inhibint alguns enzims com la ribonucleotid reductasa.

D'altra banda, certs tumors desenvolupen mecanismes que creen resistència contra aquests fàrmacs: l'augment de transportadors encarregats de l'excreció del fàrmac, reducció dels transportadors que empra el fàrmac per entrar a la cèl·lula, alteració del mecanisme apoptòtic, disminució del potencial d'acció del fàrmac per danyar les cèl·lules tumorals, ja que es necessiten elevades concentracions de fàrmacs per inhibir la ribonucleòtid reductasa. Per evitar que passi això, els nucleòsids es modifiquen químicament perquè puguin ser reconeguts per altres transportadors que no són específics dels nucleòsids.
- Transportadors de nucleòsids:

Existeixen dos grups de transportadors de nucleòsids:
- Els concentratius (CNT) s'encarreguen de transportar nucleòsids de manera unidireccional. Es troben en els teixits importants i allà s'encarreguen de realitzar la recaptació dels fàrmacs. És un procés que necessita energia en forma d'ATP i sodi (Na+) per poder produir-se. Segons el tipus de nucleòsid que transporten i el nombre d'àtoms de sodi que necessiten, existeixen 3 tipus:
- # CNT1: transporta pirimidines i necessita només un àtom de sodi.
- # CNT2: permet sobretot el pas de purines i només necessita un àtom de sodi.
- # CNT3 pot transportar tant purines com pirimidines i necessita dos àtoms de sodi.

- Els equilibratius (ENT) poden transportar tant purines com pirimidines sense gastar energia en forma d'ATP. Els principals són 3: ENT1, ENT2 i ENT3. Existeix un quart, el ENT4, el qual s'encarrega del transport de cations orgànics, tot i que a pH àcid pot actuar com a transportador de purines.

L'activitat dels transportadors ENT està relacionada amb la proliferació cel·lular, mentre que la dels CNT és més pròpia de cèl·lules diferenciades. El grup d'investigadors del Dr. Pastor-Anglada va descobrir que en els tumors hi ha una expressió elevada de ENT1 mentre que l'expressió dels CNT es perdia.
- Altres transportadors:

A vegades, no és necessari que els anàlegs siguin transportats a dins de les cèl·lules. El fàrmac també es pot unir al transportador de manera que impedeix que altres molècules siguin transportades, provocant així l'apoptosi de la cèl·lula. Existeixen 3 tipus:
1. Transportadors de pèptids (PEPT): permeten el pas de molècules formades per dos o tres aminoàcids provinents del trencament de les proteïnes ingerides en la dieta. També poden transportar fàrmacs que comparteixen una estructura determinada, com la dels derivats de nucleòsids.
2. Transportadors d'anions orgànics (OAT): són proteïnes que actuen com a bescanviadors d'anions.
3. Transportadors de cations orgànics (OCT): realitzen un transport de tipus bidireccional i són els mes eficients a l'hora de captar fàrmacs. N'hi ha 3: OCT1, OCT2 i OCT3.[2]

- Paper dels ENTs la sensibilitat a fàrmacs antineoplàsics:

Els nucleòsids poden ser modificats estructuralment amb l'objectiu de generar compostos farmacològicament actius en el tractament de tumors sòlids i malalties limfoproliferatives. Aquests fàrmacs són internalitzats a través dels transportadors de nucleòsids, de manera que la dotació de transportadors en les cèl·lules tumorals pot determinar la seva acció citotòxica
- Enverinament de cèl·lules canceroses amb nucleòsids oxidats:

Les cèl·lules tumorals habitualment presenten elevats nivells de nucleòsid oxidats i espècies reactives d'oxigen degut a una pèrdua en la regulació dels processos redox. Depenen principalment de MTH1 i de CMPK1 per evitar la incorporació de nucleòsids tòxics en el DNA. S'ha demostrat que la inhibició de MTH1 elimina selectivament cèl·lules canceroses per mitjà de la incorporació de nucleòsids oxidats en el DNA.
- Antibiòtics de tipus nucleòsid:

En la branca química de productes naturals, existeix un grup nombrós de metabòlits secundaris d'origen microbià, els quals formen la família dels antibiòtics de nucleòsids.
Aquests compostos es basen en productes de nucleòsids i nucleòtids modificats estructuralment, els quals presenten una àmplia gamma de propietats biològiques, actuant com a agents antibacterians, antifúngics, antivírics, antitumorals, inmunoestimuladors i immunosupressors. Els nucleòsids juguen papers fonamentals en la majoria de les rutes metabòliques cel·lulars, actuant com a metabòlits de transport, donadors d'energia, segons missatgers o cofactors de determinats enzims.
Centrant-nos en aquells amb propietats antibiòtiques, en general són classificats comunament en funció del seu mecanisme d'acció i al seu centre actiu, però, una forma possible de catalogar als antibiòtics nucleòsids es basa en atendre el seu esquelet estructural.
Dins de la química de productes naturals, hi ha un gran grup de metabòlits secundaris d'origen microbià, que componen la família dels antibiòtics nucleòsids.